# Schermen op de Olympische Zomerspelen 1932
Schermen is een van de sporten die beoefend werden tijdens de Olympische Zomerspelen 1932 in Los Angeles.

## Heren

### floret individueel
| rang   | sporter(s)          | land | punten |
| ------ | ------------------- | ---- | ------ |
| Goud   | Gustavo Marzi       | ITA  | 9      |
| Zilver | Joseph Levis        | USA  | 6      |
| Brons  | Giulio Gaudini      | ITA  | 5      |
| 4      | Gioacchino Guaragna | ITA  | 5      |
| 5      | Erwin Casmir        | GER  | 5      |
| 5      | John Emrys Lloyd    | GBR  | 5      |
| 7      | Roberto Larraz      | ARG  | 3      |
| 8      | René Bougnol        | FRA  | 3      |

### floret team
| rang   | sporter(s)                                                                                     | land |
| ------ | ---------------------------------------------------------------------------------------------- | ---- |
| Goud   | Edward Gardère René Lemoine Philippe Cattiau René Bougnol René Bondoux Jean Piot               | FRA  |
| Zilver | Gustavo Marzi Ugo Pignotti Gioacchino Guaragna Giulio Gaudini Rodolfo Terlizzi Giorgio Pessina | ITA  |
| Brons  | George Calnan Frank Righeimer jr. Joseph Levis Richard Steere Hugh Allesandroni Dernell Every  | USA  |
| 4      | Ivan Osiier Axel Bloch Aage Leidersdorf Erik Kofoed-Hansen                                     | DEN  |

### degen individueel
| rang   | sporter(s)                 | land | punten |
| ------ | -------------------------- | ---- | ------ |
| Goud   | Giancarlo Cornaggia-Medici | ITA  | 18     |
| Zilver | Georges Buchard            | FRA  | 16     |
| Brons  | Carlo Agostoni             | ITA  | 15     |
| 4      | Saverio Ragno              | ITA  | 14     |
| 5      | Bernard Schmetz            | FRA  | 14     |
| 6      | Philippe Cattiau           | FRA  | 12     |
| 7      | George Calnan              | USA  | 12     |
| 8      | Xavier de Beukelaer        | BEL  | 8      |

### degen team
| rang   | sporter(s)                                                                                     | land |
| ------ | ---------------------------------------------------------------------------------------------- | ---- |
| Goud   | Bernard Schmetz Philippe Cattiau Georges Buchard Jean Piot Fernand Jourdant Georges Tainturier | FRA  |
| Zilver | Carlo Agostoni Franco Riccardi Saverio Ragno Giancarlo Cornaggia-Medici Renzo Minoli           | ITA  |
| Brons  | George Calnan Gustave Heiss Tracy Jaeckel Frank Righeimer jr. Curtis Shears Miguel de Capriles | USA  |
| 4      | André Poplimont Xavier de Beukelaer Maximilien Janlet Raoul Henkaert Werner Mund               | BEL  |

### sabel individueel
| rang   | sporter(s)        | land | punten |
| ------ | ----------------- | ---- | ------ |
| Goud   | György Piller     | HUN  | 8      |
| Zilver | Giulio Gaudini    | ITA  | 7      |
| Brons  | Endre Kabos       | HUN  | 5      |
| 4      | Erwin Casmir      | GER  | 5      |
| 5      | Attila Petschauer | HUN  | 5      |
| 6      | John Huffman      | USA  | 5      |
| 7      | Ivan Osiier       | DEN  | 4      |
| 8      | Arturo De Vecchi  | ITA  | 3      |

### sabel team
| rang   | sporter(s)                                                                                         | land |
| ------ | -------------------------------------------------------------------------------------------------- | ---- |
| Goud   | Endre Kabos Aladár Gerevich György Piller Gyula Glykais Attila Petschauer Ernő Nagy                | HUN  |
| Zilver | Renato Anselmi Gustavo Marzi Arturo De Vecchi Giulio Gaudini Ugo Pignotti Emilio Salafia           | ITA  |
| Brons  | Leszek Lubicz-Nycz Marian Suski Władysław Dobrowolski Adam Papée Tadeusz Friedrich Władysław Segda | POL  |
| 4      | John Huffman Norman Armitage Nickolas Muray Harold Van Buskirk Ralph Faulkner Peter Bruder         | USA  |

## Dames

### floret individueel
| rang   | sporter(s)       | land | punten |
| ------ | ---------------- | ---- | ------ |
| Goud   | Ellen Preis      | AUT  | 8      |
| Zilver | Heather Guinness | GBR  | 8      |
| Brons  | Erna Bogen       | HUN  | 7      |
| 4      | Jenny Addams     | BEL  | 6      |
| 5      | Helene Mayer     | GER  | 5      |
| 6      | Jo de Boer       | NED  | 5      |
| 7      | Gerda Munck      | DEN  | 2      |
| 8      | Grete Olsen      | DEN  | 2      |

## Medaillespiegel
| rang   | land             | goud | zilver | brons | totaal |
| ------ | ---------------- | ---- | ------ | ----- | ------ |
| 1      | Italië           | 2    | 4      | 2     | 8      |
| 2      | Frankrijk        | 2    | 1      | 0     | 3      |
| 3      | Hongarije        | 2    | 0      | 2     | 4      |
| 4      | Oostenrijk       | 1    | 0      | 0     | 1      |
| 5      | Verenigde Staten | 0    | 1      | 2     | 3      |
| 6      | Groot-Brittannië | 0    | 1      | 0     | 1      |
| 7      | Polen            | 0    | 0      | 1     | 1      |
| totaal | totaal           | 7    | 7      | 7     | 21     |